# Sérgio Prata
Sérgio Prata (1963) é um artista plástico e sacro brasileiro.

## Infância e juventude
Desde criança praticava pintura e artesanato, tendo participado de diversos concursos de esculturas promovidos nas praias paulistas. Em fevereiro de 1981, aos 17 anos de idade, estava estudando na Escola de Comunicações e Artes da Universidade de São Paulo quando participou do XV Campeonato Brasileiro de Esculturas de Areia, onde recebeu o Prêmio Nacional Air France e, com isso ganhou a oportunidade de viajar para Paris, na França. Deixou a USP e lá foi aceito em duas escolas superiores de artes, optando pela École Nationale Supérieure des Beaux Arts.
Frequentemente visitava o Centro de Arte Contemporânea, o Beauborg, em Paris.

### Estudos e orientadores
Na École Nationale Supérieure des Beaux Arts, teve a oportunidade de estudar as obras de grandes artistas  e estudou também cursos de análise de obras no Louvre, especializando-se em técnicas de pintura com Abraham Pincas, e em afrescos com Bernard Delamarche.

## Pintor

### Novas técnicas
Sérgio Prata desenvolveu, em 1996, a pintura trifásica, com a qual cria obras visíveis no escuro e sob luz ultravioleta.

### Obras
O teto da réplica de igreja italiana que localiza-se na Fazenda São Miguel em Campo das Vertentes, região localizada na cidade de Barbacena, em Minas Gerais. Essa obra foi feita em conjunto com o artista Franciscano Marcelo dos Santos.

## Política
No final de 2005, Sérgio Prata Garcia passou a fazer parte da Comissão de Incentivo a Cultura do município de Bragança Paulista onde ficou até janeiro de 2007.